# Matsuo Naoto
Naoto Matsuo (sinh ngày 10 tháng 9 năm 1979) là một cầu thủ bóng đá người Nhật Bản.

## Sự nghiệp câu lạc bộ
Naoto Matsuo đã từng chơi cho Vissel Kobe, Cerezo Osaka, Albirex Niigata, FC Tokyo, Shonan Bellmare và Consadole Sapporo.